# Spaanse staatsgreep van juli 1936

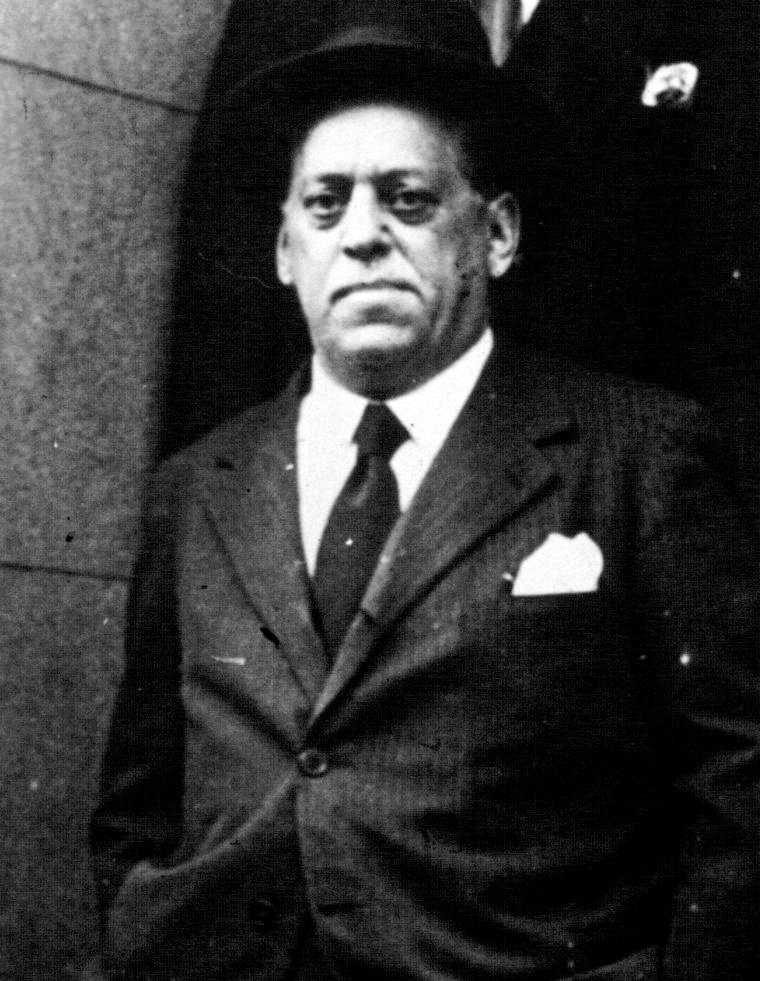
Generaal José Sanjurjo

De Spaanse staatsgreep van juli 1936 vormde het begin van de Spaanse Burgeroorlog. Een groep officieren in het leger pleegden de staatsgreep om de republikeinse regering af te zetten. De staatsgreep begon op 17 juli in Spaans-Marokko en een dag later in continentaal Spanje. De coupplegers en diens aanhangers stonden bekend als de rebellen of nationalisten, terwijl de verdedigers van de Tweede Spaanse Republiek bekendstonden als de republikeinen. De nationalisten kregen de steun van ongeveer de helft van het Spaanse leger in continentaal Spanje en het gehele Leger van Afrika. Daarnaast bestond de nationalistische zijde uit falangisten, carlisten, alfonsisten en CEDA-leden. Het lukten de coupplegers niet direct om geheel Spanje onder controle te krijgen.

## Voorbereidingen
De verkiezingen van 1936 werden gewonnen door het Volksfront. Er werd een minderheidsregering gevormd door de liberale republikeinen onder leiding van Manuel Azaña. De minderheidsregering werd in het parlement gesteund door de socialisten en communisten. De falangisten, carlisten, alfonsisten, CEDA-leden en rechtse legerofficieren begonnen in de lente van 1936 een staatsgreep te organiseren onder leiding van generaal Emilio Mola. In mei 1936 zegde de Falange toe om de staatsgreep te steunen, net zoals de alfonsistische leider José Calvo Sotelo en CEDA-leider Gil-Robles. De CEDA gaf haar verkiezingsfondsen aan de militaire samenzweerders. Op 25 mei werd afgesproken dat José Sanjurjo het militaire boegbeeld van de opstand zou worden. Door Sanjurjo als hoofd van de opstand te maken, wist Mola de definitieve steun te verzekeren van de carlisten. Mola was de leider van de organisatie, maar officieel de tweede in rang. Op 1 juni 1936 zegde José Antonio Primo de Rivera de definitieve steun van de Falange toe aan de militaire samenzweerders. Francisco Franco deed mee met de besprekingen, maar had nog niet zijn deelname toegezegd. Franco twijfelde tot juli om zijn steun aan de staatsgreep toe te zeggen. Mola stelde de datum van de staatsgreep vast tussen 10 en 20 juli.
Op 12 juli 1936 werd luitenant José Castillo vermoord door falangisten. Castillo was lid van de socialistische partij. De volgende dag werd alfonsistische leider José Calvo Sotelo uit wraak vermoord door leden van de Guardia de Asalto die bevriend waren met Castillo. Toen Sotelo werd vermoord, was al een gehuurd vliegtuig op weg naar Las Palmas om Franco op te halen en over te brengen naar Spaans-Marokko. Na het begin van de staatsgreep werd net gedaan of dat de moord op Sotelo de aanleiding was voor de staatsgreep, maar dat is onjuist, want de datum van de opstand was al vastgesteld. De moord op Sotelo zorgde dat veel meer mensen de opstand steunden.

## Begin van de staatsgreep
De opstand zou in Spaans-Marokko beginnen en pas een dag later zouden de opstandelingen op het Spaanse vasteland in opstand komen. De kalief Hassan Bin Mahdi steunde de opstandelingen, omdat hij bang was dat de republiek de onafhankelijkheid aan Spaans-Marokko zou geven, want de kalief vreesde dat hij wegens collaboratie met de Spanjaarden zou worden vermoord of afgezet.
Volgens de planning zou de opstand beginnen op 18 juli 1936 om 05:00. Het plan werd ontdekt en de rebellen vervroegden daarom de opstand naar 17:00 op 17 juli. De rebellerende soldaten schoten loyalistische generaals dood en trokken door de verschillende arbeidersbuurten waar vakbondsleden werden vermoord. In totaal werden 189 mensen doodgeschoten op 17 juli in Spaans-Marokko. De rebellerende soldaten in het continentale Spanje kwamen een dag later in opstand. Het idee was om eerst de macht te grijpen in Spaans-Marokko, waarna troepen uit dat gebied naar het vasteland konden worden getransporteerd om de opstandelingen op het vasteland te steunen.
De rebellen faalden om grote steden te bezetten met de uitzondering van Sevilla en Burgos. De conservatieve gebieden in Oud-Castilië en León kwamen gemakkelijk in handen van de nationalisten. Op 18 juli weigerde de republikeinse premier Santiago Casares Quiroga het aanbod van de Confederación Nacional del Trabajo (CNT) en de Unión General de Trabajadores (UGT) om mee te strijden. Quiroga verklaarde dat het niet nodig was, omdat er volgens hem buiten Spaans-Marokko geen steun was voor de opstand. Nadat dit onjuist bleek te zijn trad Quiroga af. De nieuwe premier José Giral beval het leger om wapens uit te delen onder de bevolking, waardoor de loyale legereenheden en de gewapende leden van de vakbonden en republikeinse partijen de nationalistische rebellen wisten te verslaan in Madrid, Barcelona, Valencia en andere steden aan de Middellandse Zee.
In Madrid werden de coupplegers wegens verzet vanuit de bevolking gedwongen zich te verschansen in de Montaña-barakken. Op 19 juli werden de nationalisten in deze barakken verslagen. Op 19 juli kwamen in Barcelona een aantal legereenheden in actie ter ondersteuning van de staatsgreep. Zij werden tegengehouden door gewapende arbeiders die voornamelijk bestonden uit CNT-leden. De CNT vroeg de lokale overheid om wapens, maar nadat die hadden geweigerd, namen ze wapens uit het legerdepot. Lluís Companys weigerde om wapens aan de CNT te geven, maar sommige soldaten gaven wel wapens aan de anarchisten. In Barcelona hadden de opstandelingen de beschikking over ongeveer 12.000 man, maar werden verslagen. In de periode van 18 tot en met 20 juli vielen 600 doden in Barcelona.
Het uitdelen van wapens zorgde dat de anarchisten zich konden bewapenen, waardoor de anarchistische CNT grotendeels Aragón en Catalonië kon besturen. Het bestuur van Catalonië werd niet helemaal door de anarchisten overgenomen, omdat zij het verbond tegen de nationalistische rebellen niet in gevaar wilden brengen.
De nationalistische opstandelingen stuurden op 20 juli een vliegtuig naar Portugal om Sanjurjo op te halen. Op de terugweg kon het vliegtuig niet snel genoeg stijgen, waardoor de propeller een boomtop raakte. Het vliegtuig verongelukte en Sanjurjo stierf. Vermoedelijk kon het vliegtuig niet snel genoeg opstijgen doordat Sanjurjo te zware militaire onderscheidingen, pakken en attributen meenam.

## Gevolgen

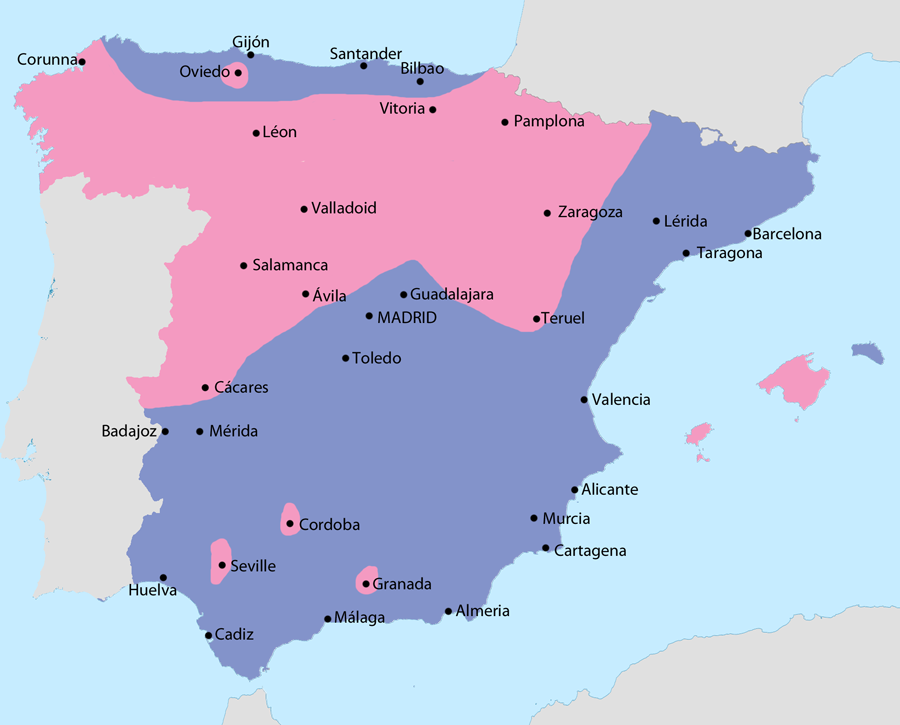
Kaart van Spanje rond 20 juli 1936:
Gebied onder nationalistische controle.
Gebied onder republikeinse controle.

De nationalisten vroegen steun aan Adolf Hitler en Benito Mussolini. Nazi-Duitsland en Italië stuurden vliegtuigen waarmee een luchtbrug werd georganiseerd om het Leger van Afrika van Spaans-Marokko naar Spanje te transporteren. De troepen konden moeilijk via boot worden getransporteerd, omdat de meeste marineschepen trouw bleven aan de republiek. Een maand na het begin van de staatsgreep hadden de nationalisten al 48 Italiaanse en 41 Duitse militaire vliegtuigen tot hun beschikking. In juli en augustus werden ongeveer 10.500 soldaten overgezet van Marokko naar Sevilla en in september werden er 9.700 soldaten overgevlogen door Duitse vliegtuigen. In de gebieden die de nationalisten controleerden, werden vakbondsleden, linkse mensen en Joden vervolgd.
Het doel van de staatsgreep was om geheel Spanje onder controle te krijgen binnen enkele dagen. Dit doel werd niet behaald en de staatsgreep leidde tot de Spaanse Burgeroorlog.